# Мост 25 апреля

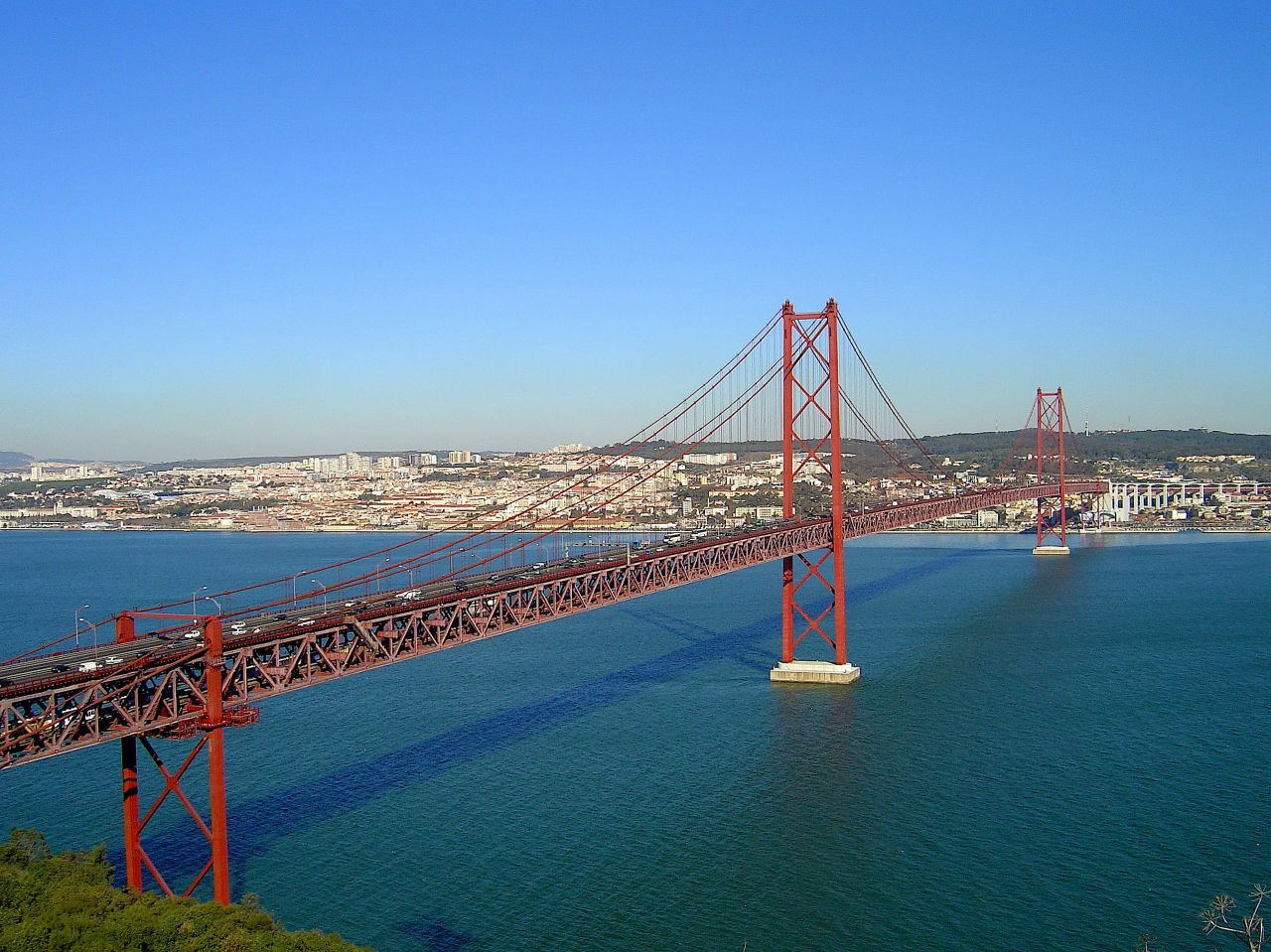
Мост 25 апреля, вид из Алмады

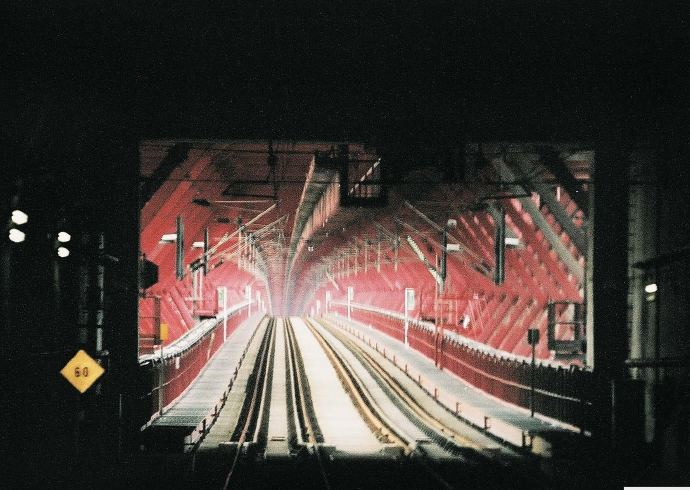
Вид железнодорожных путей на Мосту 25 апреля

Мост 25 апреля (порт. Ponte 25 de Abril) — совмещённый автомобильно-железнодорожный висячий мост, соединяющий Лиссабон на северном (правом) и Алмаду на южном (левом) берегу реки Тежу.
Мост пересекает место впадения Тежу в Атлантический океан. Он был открыт 6 августа 1966 года. До 1974 года мост назывался в честь Антониу ди Салазара (порт. Ponte Salazar), но был переименован после Революции гвоздик. По состоянию на сентябрь 2022 года мост 33-е место в мире среди висячих мостов по длине (список).

## История создания
Идея создания моста, соединяющего Лиссабон с Алмадой или Монтижу, высказывалась в XIX (1876 г.) и начале XX века. Она получила дальнейшее развитие в 1929 г., когда португальский инженер Антониу Белу (порт. António Belo) запросил средства на строительство железной дороги через реку Тежу. Вследствие этой инициативы в 1933 г. по указанию министра общественных работ Дуа́рте Паше́ку (порт. pt:Duarte Pacheco) была образована комиссия, которая провела определённый анализ и в 1934 г. представила правительству предложение, частью которого являлось сооружение железнодорожного моста. Был начат конкурс, однако все эти проекты оказались менее приоритетными, чем мост маршала Кармоны (порт. Ponte Marechal Carmona), открытый в 1951 г.
Только в 1953 г. португальское правительство создало комиссию, целью которой являлось изучение и представление решений по организации автомобильного и железнодорожного движения между Лиссабоном и южным берегом Тежу. В 1958 г. было официально принято решение о строительстве моста, а на следующий год — объявлен открытый международный конкурс. После рассмотрения четырёх проектов в 1960 г. победа была присуждена консорциуму во главе с северо-американской фирмой «Экспортная сталелитейная компания США» (англ. United States Steel Export Company), которая участвовала ещё в конкурсе 1935 года.
5 ноября 1962 г. были начаты строительные работы. Они велись Американской Мостостроительной Компанией (англ. en:American Bridge Company), частью консорциума, выигравшего тендер, а также при помощи 11 местных компаний. При сооружении моста погибли 4 рабочих из 3000, участвовавших в строительстве. Работы заняли 2 185 000 человеко-часов; полная стоимость моста достигла 2,2 млрд португальских эскудо, или 32 млн долларов США (201 млн долларов в пересчёте на 2006 г. с учётом инфляции).
Через 45 месяцев после начала работ (на полгода раньше срока), 6 августа 1966 г., в Алмаде состоялась торжественная церемония открытия в присутствии высших лиц государства, среди которых были Президент Республики адмирал Америку ди Деуш Рудригеш Тума́ш, Премьер-министр Антониу ди Оливейра Салазар и Патриарх Лиссабона кардинал Мануэл Гонсалвиш. Сооружение было названо Мост Салазара в честь премьера (порт. Ponte Salazar).
Вскоре после Революции гвоздик мост был переименован в честь дня, когда свершилось это событие.
В ноябре 1998 г. ширина проезжей части для автотранспорта была расширена с 4 до 6 полос, а 30 июня 1999 г. было открыто движение поездов по Южной линии (порт. pt:Linha do Sul). Эти модификации потребовали существенного усиления конструкции: надстройки главных опор, добавления ещё одного набора несущих тросов, проходящих поверх уже существующих и т. п. Американская Мостостроительная Компания участвовала и в этой модернизации.

## Оплата проезда
Первоначально планировалось, что эксплуатация моста погасит долги за 20 лет, и по истечении этого периода проезд по нему станет бесплатным или существенно более дешёвым. Однако правительство сохраняло размер сбора прежним более 20 лет, пока право организации оплаты не было передано частному консорциуму Лузопонте (порт. Lusoponte), что привело к практически монопольному регулированию. С 1993 года плата взимается только за проезд в северном направлении. В последние годы вопрос оплаты стал предметом политических споров.
Сразу после открытия для приобретения билета стоимостью 90 эскудо было необходимо припарковать машину и пройти к кассе. 14 июня 1994 г. правительство, в то время контролирующее сборы, повысило цену до 150 эскудо с целью подготовки к передаче Лузопонте на срок 40 лет с 1 января 1996 г. Консорциум Лузопонте был организован для строительства Моста Васко да Гама при практически нулевом финансировании, лишь за счёт сбора средств за проезд по обоим мостам. Это повышение привело к волнениям, выразившимся в блокировке дорог и вовлечении полиции. Данное мероприятие негативно повлияло на популярность правого крыла правительства, в связи с чем на выборах 1995 г. многие прочили победу левоцентристам.
По данным на январь 2022 года стоимость проезда по мосту составляет 2 евро для пассажирских автомобилей, следующих на север (в Лиссабон).

## Технические характеристики
В 2006 году среднесуточное количество автомобилей, пересекающих мост, достигло 150 000 при среднем значении для часа пик 7 000. Железнодорожное движение также весьма интенсивное: 157 поездов в сутки. В целом около 380 000 человек ежедневно пересекают мост в обоих направлениях.
Ниже приведены другие интересные цифры, большей частью относящиеся к дате открытия моста.
- 1 012,88 м — длина основного пролёта.
- 2 277,64 м — полная длина моста.
- 70 м — высота верхней платформы над поверхностью воды.
- 190,47 м — высота главных пилонов (опор) над поверхностью воды. На дату открытия мост был вторым, а сейчас является шестым или седьмым по высоте сооружением Португалии (список (англ.) и список (порт.)) и одним из самых высоких мостов в Европе.
- 58,6 см — диаметр основных несущих тросов.
- 11 248 — число стальных жил диаметром 4,87 мм в каждом несущем тросе.
- 54 196 км — общая длина стальной проволоки в несущих тросах.
- 79,3 м — глубина фундамента главной южного пилона под уровнем воды.
- 30 км — общая длина подъездных путей на 32 виадуках.
- На строительство сооружения израсходовано 263 000 м³ бетона и 72 600 т стали.

Данные частично взяты из документальной передачи португальского телеканала RTP1, вышедшей в эфир 6 августа 2006 г.

## Интересные факты
Из-за сходства конструкции и цвета Мост им. 25 апреля сравнивают с мостом Золотые Ворота в Сан-Франциско, США.
Однако Мост 25 апреля строился той же компанией (American Bridge Company), которая сооружала другой мост — через залив между Сан-Франциско и Оклендом (англ. en:San Francisco–Oakland Bay Bridge, чаще просто «Bay Bridge»). Это объясняет сходство дизайна Моста 25 апреля и Bay Bridge, особенно если учесть, что оба они расположены в сейсмоопасных зонах.
На этом мосту были отсняты сцены из нескольких фильмов, в том числе из части бондианы «На секретной службе Её Величества» (1969 г.).
Проезжающие по крайней левой полосе автомобили издают специфический звук — послушать (59с) — потому что центральная часть полотна не покрыта асфальтом, а сделана из стальной решётки.
Мост Салазара как своеобразный символ авторитарного Нового государства («Под мостом из бетона и страха… В его чёрной-пречёрной тени…») упоминается в стихотворении Евгения Евтушенко Любовь по-португальски, написанном под впечатлением от поездки в Лиссабон 1967 года.

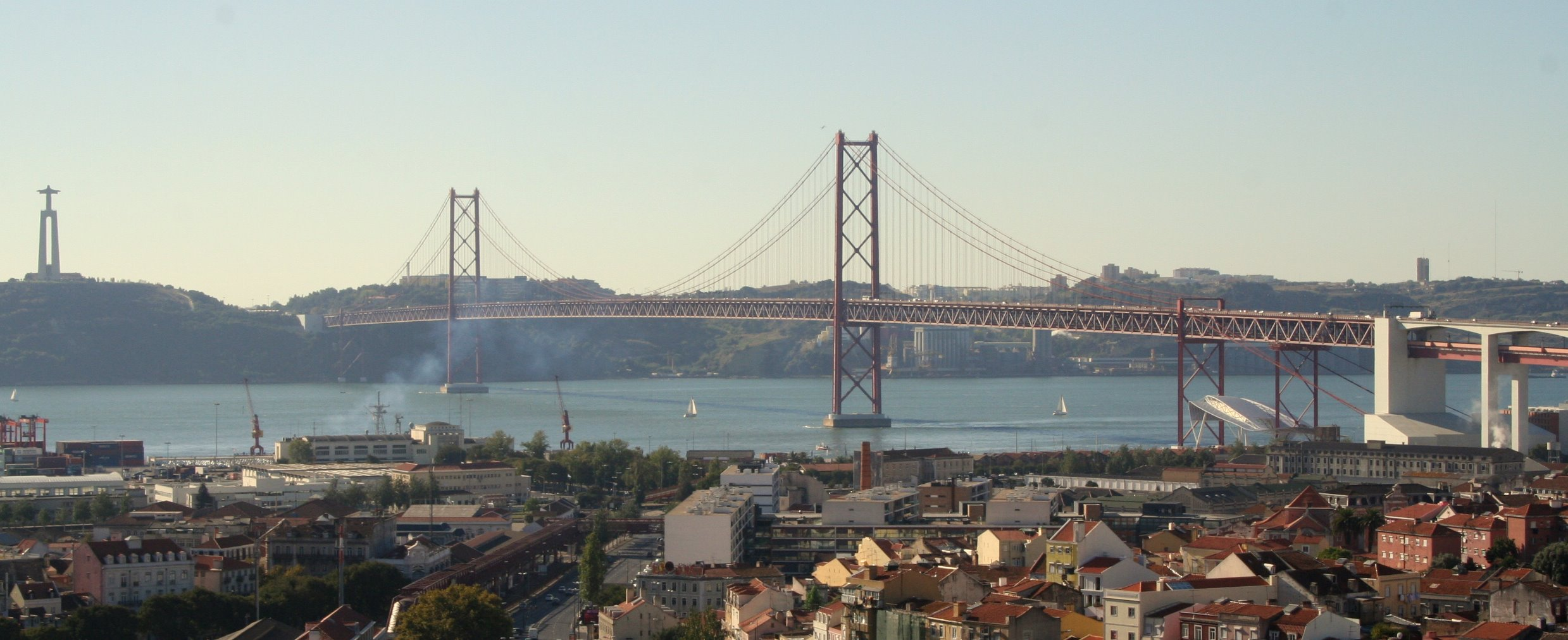
Мост 25 апреля, вид с кладбища Празереш.

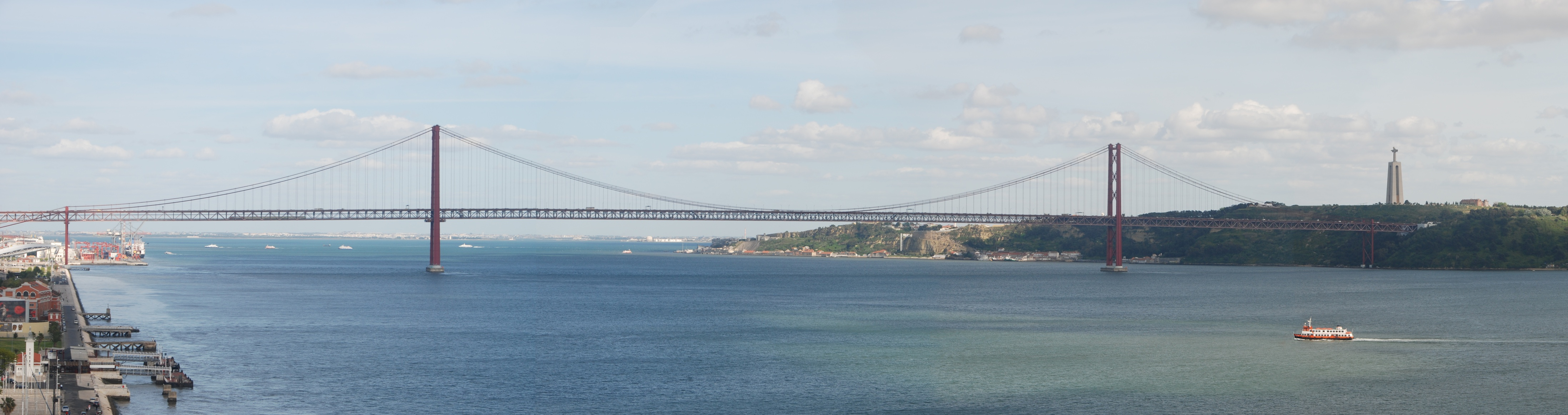
Мост 25 апреля, вид от Санта-Мария-ди-Белен.

Мост 25 апреля, панорамный вид от дворца Несессидадеш.